# Osmose Productions
Osmose Productions es un sello discográfico independiente de Francia, creado en 1991 por Hervé Herbaut. Este sello se especializa en bandas de death metal, black metal y gothic metal. Muchos de los grupos que se iniciaron firmando bajo este sello, firmaron luego con grandes sellos discográficos, como Nuclear Blast, Century Media Records y Metal Blade Records.

## Bandas
A continuación, una lista de bandas que han grabado para Osmose Productions:
| - Absu - Allfader - Angelcorpse - Anorexia Nervosa - Antaeus - Arkhon Infaustus - Axis of Advance - Benighted - Blasphemy - Dark Tranquillity - Demoniac - Detonation - Driller Killer - Enslaved - Extreme Noise Terror - Immortal - Impaled Nazarene - Inhume - Marduk | - Masacre - Master's Hammer - Melechesh - Mord - Obligatorisk Tortyr - Ondskapt - Pan.Thy.Monium - Revenge - Ritual Carnage - Rotting Christ - Sadistik Exekution - Samael - Scarab - Shining - The Sarcophagus - Swordmaster - Yyrkoon - Lifelover |